# Khorramābād (ort i Zanjan)
Khorramābād (persiska: خرم آباد, كَرِز, خُرَّم آباد كَهريز, كاريز, خُرَّمابادِ كَهريز) är en ort i Iran.   Den ligger i provinsen Zanjan, i den nordvästra delen av landet, 250 km nordväst om huvudstaden Teheran. Khorramābād ligger 551 meter över havet och antalet invånare är 557.
Terrängen runt Khorramābād är kuperad åt sydväst, men åt nordost är den bergig. Runt Khorramābād är det ganska glesbefolkat, med 47 invånare per kvadratkilometer. Närmaste större samhälle är Āb Bar, 6,1 km nordväst om Khorramābād. Trakten runt Khorramābād består i huvudsak av gräsmarker.